# Bataille de la rivière Wiar
Guerre civile russe (1097–1100) (ru)
La bataille de la rivière Wiar (en russe : Битва на Вагре) est une victoire remportée par les forces du prince russe David Igorovitch (ru) sur les troupes du roi Coloman de Hongrie. Elle se déroula en 1099 sur les bords de la rivière Wiar (en), dans l'ouest de l'actuelle Ukraine.
En 1099, profitant de la guerre civile (ru) qui déchirait la Russie, le roi de Hongrie Coloman, allié du prince Sviatopolk II de Kiev, envahit la Ruthénie subcarpathique, un territoire revendiqué par le prince russe David Igorovitch, cousin et ennemi de Sviatopolk. David fit alors appel à ses alliés polovtses, dirigés par le khan Boniak, et décida de marcher contre les Hongrois.

Selon le chroniqueur russe Nestor, pendant leur route, David et Boniak s'arrêtèrent pour passer la nuit. À minuit, Boniak se leva, quitta l'armée et se mit à hurler comme un loup. Un loup lui répondit et beaucoup de loups se mirent à hurler. Boniak revint alors et dit à David : « demain nous vaincrons les Hongrois ». Le lendemain, Boniak rangea son armée en bataille. David avait 100 hommes, Boniak, 300 ; il les divisa en trois colonnes et marcha contre les Hongrois ». L'armée hongroise, composée de 8 000 hommes selon Nestor se mit en ordre de bataille en divers corps. Dirigé par Altounopa, un compagnon de Boniak, un corps de cavaliers polovtses attaqua en premier avant de fuir tactiquement devant les Hongrois qui se mirent à les poursuivre. Boniak attaqua les Hongrois par derrière tandis qu'Altounopa se retourna et ils ne permirent pas aux Hongrois de battre en retraite. Boniak divisa son armée en plusieurs parties, et il serra les Hongrois en une masse compacte, « comme un faucon s'abattant sur les choucas ». Les Hongrois furent massacrés. Ceux qui parvinrent à fuir se noyèrent dans la Wiar (en), d'autres dans le San. En fuyant le long du San, harcelés pendant deux jours par les archers montés polovtses, ils continuaient à se faire massacrer. Nestor dit que les Hongrois perdirent quatre mille hommes.
Cette victoire permit à David Igorovitch d'occuper Loutsk et Vladimir.

## Source primaire
- Nestor, Chronique des temps passés